# Dupree (Dakota del Sur)
Dupree es una ciudad ubicada en el condado de Ziebach en el estado estadounidense de Dakota del Sur. En el Censo de 2010 tenía una población de 525 habitantes y una densidad poblacional de 517,1 personas por km².

## Geografía
Dupree se encuentra ubicada en las coordenadas 45°2′58″N 101°36′5″O / 45.04944, -101.60139. Según la Oficina del Censo de los Estados Unidos, Dupree tiene una superficie total de 1.02 km², de la cual 1.02 km² corresponden a tierra firme y (0%) 0 km² es agua.

## Demografía
Según el censo de 2010, había 525 personas residiendo en Dupree. La densidad de población era de 517,1 hab./km². De los 525 habitantes, Dupree estaba compuesto por el 29.33% blancos, el 0% eran afroamericanos, el 66.86% eran amerindios, el 0% eran asiáticos, el 0% eran isleños del Pacífico, el 0.38% eran de otras razas y el 3.43% pertenecían a dos o más razas. Del total de la población el 4.19% eran hispanos o latinos de cualquier raza.